# The Passenger (Star Trek: Deep Space Nine)
"The Passenger" és el novè episodi de la sèrie de televisió de ciència-ficció estatunidenca Star Trek: Deep Space Nine, emès durant la primera temporada. Originalment es va emetre en redifusió a partir del 22 de febrer de 1993.  L'episodi va ser dirigit per Paul Lynch.
Ambientada al segle XXIV, la sèrie segueix les aventures a Espai Profund 9, una estació espacial situada prop d'un forat de cuc estable entre els Quadrants Alfa i Gamma de la Via Làctia, prop del planeta Bajor, mentre els bajorans es recuperen d'una brutal ocupació de dècades pels imperialistes cardassians. En aquest episodi un criminal sinistre s'amaga a la ment d'algú a Espai Profund 9.

## Argument
De camí a l'estació en un runabout, la major Kira i el doctor Bashir responen a una crida de socors d'un carguer Kobliad i troben Ty Kajada, un guàrdia de seguretat, i el seu presoner, Rao Vantika. Kajada els explica que Vantika va iniciar un incendi a la nau en un intent d'escapar. Vantika mor i Bashir i Kira porten Kajada de tornada a Espai Profund 9, on ella es convenç que ell encara és viu. Ha fingit la seva mort moltes vegades abans i Kajada ha passat la major part de la seva vida adulta seguint-lo.
Bashir i el tinent Dax arriben a creure que la consciència de Vantika pot estar amagada al cervell de Kajada sense el seu coneixement. Vantika ha adoptat un altre cos, i contacta amb Quark, un taverner amb contactes criminals, per contractar mercenaris per segrestar un proper enviament de deuridium, un compost que els Kobliads necessiten desesperadament per sobreviure. Més tard, quan Quark es reuneix amb els mercenaris, són interromputs quan Kajada cau del segon pis del bar de Quark mentre els escolta d'amagat.
A la infermeria, Kajada revela que el veritable Vantika la va empènyer. Dax troba un dispositiu sota les ungles del mort Vantika que va utilitzar per transferir la seva consciència a algú altre i prova Kajada per detectar signes d'ús del dispositiu. Mentrestant, Quark i els mercenaris es troben amb el veritable Vantika, al cos de Bashir.
Un pas per davant en la investigació de la tripulació, Vantika i els mercenaris aconsegueixen obtenir el control del carguer que transporta el deuridium. L'estació atrapa el carguer en un raig tractor, però Vantika amenaça de destruir el carguer, juntament amb el cos de Bashir. Un dels mercenaris s'oposa a aquest pla, cosa que fa que Vantika li dispari. Dax aconsegueix interrompre el control de Vantika sobre el cos de Bashir el temps suficient perquè un Bashir confós baixi els escuts del carguer i es permeti ser transportat a la infermeria. Un cop la consciència de Vantika s'elimina del cervell de Bashir, Kajada pren possessió formalment de la consciència emmagatzemada de Vantika i la destrueix, i així se'n desfà d'una vegada per totes.

## Actors convidats
- Caitlin Brown com a Ty Kajada
- James Lashly com a Lt. George Primmin
- Christopher Collins com a Durg
- James Harper com a Rao Vantika

## Producció
En l'esborrany original del guió de Morgan Grendel, se suposava que seria Ty Kajada qui passaria a mans de Vantika. Bashir s'hauria enamorat d'ella, i després que fos descoberta i arrestada, Bashir hauria estat en conflicte al final de l'episodi sobre si alliberar-la o no, ja que afirma que Vantika ha amagat una bomba a l'estació.

## Recepció
Keith DeCandido el va qualificar a  "tor.com" el 2013 com un episodi força dolent de "Star Trek: Deep Space Nine". Li va agradar el conflicte entre Odo i Primmin, però no li va agradar gens la trama principal. Per a ell, era massa un projecte com dibuixar per números i hauria estat més adequat per a la sèrie "Star Trek: La nova generació". DeCandido va trobar la interpretació de Caitlin Brown força fluixa i la interpretació de Vantika en el cos de Bashir per part de Siddig El Fadil patètica.
El 2012, The A.V. Club va classificar aquest episodi com a "crim-terror", i en general van ser crítics amb les diverses trames i escenes.
El 2016, Atlantic Classic Comics va classificar "The Passenger" com a últim en un rànquing de tots els 173 episodis de Star Trek: Deep Space Nine.
El 2019, ScreenRant va classificar aquest episodi com a un dels deu pitjors episodis de Star Trek: Deep Space Nine.

## Llançament
El 8 de febrer de 1997, aquest episodi es va estrenar en LaserDisc al Japó com a part del conjunt de mitja temporada 1st Season Vol. 1. Aquest incloïa episodis des d' "Emissary" fins a "Move Along Home" amb pistes d'àudio en anglès i japonès.